# Whitbread
Whitbread PLC ist ein britisches Unternehmen, dem mehrere bekannte Hotels, Restaurants sowie Gesundheits- und Fitnessclubs, vor allem in Großbritannien und Irland, gehören. Dazu zählen und zählten Pizza-Hut-Restaurants, Maredo, Premier Inn und Marriott-Hotels. Whitbread hat seinen Sitz in Dunstable in der Grafschaft Bedfordshire und ist im britischen FTSE 100 Index börsennotiert (Kennzeichen WTB).

## Geschichte
Das Unternehmen wurde von Samuel Whitbread (* 20. August 1720; † 11. Juni 1796) begründet, der 1742 eine Partnerschaft mit Thomas Shewell begann und in zwei kleine Brauereien der Shewells investierte. Whitbread baute den Betrieb über die Jahre beständig aus, und 1765 zahlte er Shewell dessen Anteil aus. Im ausgehenden 18. Jahrhundert wurde Whitbread zur größten britischen Brauerei.
1889 öffnete sich der Familienbetrieb als Whitbread and Company PLC für Investoren. 1955 bis 1971 übernahm das Unternehmen insgesamt 27 regionale Brauereien. 1968 erhielt Whitbread die Lizenz, Heineken Lager zu brauen. 1974 wurde ein Restaurant (Beefeater, dt. "Rindfleischesser") eröffnet; in den folgenden Jahrzehnten weitete das Unternehmen sein Engagement in Restaurants und Hotels beständig aus, und es folgten unter anderem Pizza-Hut-Restaurants (1982), Premier Travel Inn (1987) und Marriott-Hotels (1995) sowie die Café-Kette Costa Coffee (1995).
Schrittweise zog sich das Unternehmen aus dem Alkoholika-Geschäft zurück: 1989 verkaufte es den Bereich Wein und Spirituosen an Allied-Lyons, 2000 die Whitbread Beer Company an Interbrew S.A. und 2001 den Kneipenbereich an Morgan Grenfell Private Equity. Damit gehören dem Unternehmen heute keine Brauereien mehr.
2018 verkaufte Whitbread die Cafe-Kette Costa Coffee für 5,1 Mrd. US-Dollar an die Coca-Cola Company.

## Whitbread als Sponsor
1971 wurde Whitbread Sponsor der neu ins Leben gerufenen Whitbread Book Awards, einem renommierten Literaturpreis für Autoren, die mindestens drei Jahre in Großbritannien oder Irland gelebt haben. Pro Jahr wurden zunächst drei, später fünf Bücher ausgezeichnet; ein Buch darunter wurde zum Whitbread book of the year (Whitbread-Buch-des-Jahres) ausgewählt. Im Dezember 2005 beendete Whitbread sein Engagement für den Preis; er wird seither von der Café-Kette Costa Coffee, einem ehemaligen Tochterunternehmen von Whitbread, unter dem neuen Namen COSTA Book Award gesponsert.
1972 wurde das Unternehmen Sponsor der neubegründeten Segelregatta Whitbread Round the World Race (oft kurz einfach Whitbread) – der ersten Regatta, deren Kurs die teilnehmenden Segelcrews einmal um die Welt führte. Sie gilt bis heute als eine der härtesten und bekanntesten Regatten überhaupt. Whitbread wurde 1998 als Sponsor von Volvo abgelöst, woraufhin die Regatta in Volvo Ocean Race umbenannt wurde und heute einfach kurz The Ocean Race heißt.